# Orlanda Amarílis
Orlanda Amarílis Lopes Rodrigues Fernandes Ferreira, coneguda com a Orlanda Amarílis (Assomada, Santiago (Cap Verd) 8 d'octubre de 1924 – 1 de febrer de 2014) fou una escriptora capverdiana. És considerada una escriptora de ficció destacable, els principals temes literaris inclouen perspectives sobre l'escriptura femenina, amb representacions de diversos aspectes de la vida de les dones capverdianes, així com representacions de la diàspora capverdiana.

## Biografia
Orlanda Amarílis va néixer a Assomada, Santiago (Cap Verd) el 8 d'octubre de 1924. Amarílis era filla d'Armando Napoleão Rodrigues Fernandes i Alice Lopes da Silva Fernandes. En 1945 es va casar amb l'escriptor portuguès capverdià de naixement Manuel Ferreira, amb qui va tenir dos fills, Sérgio Manuel Napoleão Ferreira (nascut a Cap Verd) i Hernâni Donaldo Napoleão Ferreira (nascut a Goa). Amarílis pertanyia a una família de figures literàries, com Baltasar Lopes da Silva i el seu pare, Armando Napoleão Rodrigues Fernandes, qui publicà el primer diccionari en crioll capverdià a Cap Verd.
A la ciutat de Mindelo, illa de São Vicente, Cap Verd, Amarílis va completar els seus estudis primaris, i va continuar als secundaris al Liceu Gil Eanes. Aleshores es va traslladar a Goa, i va viure-hi a la capital, Panaji (Pangim) durant sis anys on va completar els seus estudis de Magistério Primário. Anys més tard va acabar a Lisboa els cursos de ciències pedagògiques (Curso de Ciências Pedagógicas) i de inspector do ensino básico.
Per raons professionals i per motius relacionats amb la seva participació en intervencions culturals, Amarílis i el seu marit van viatjar a Angola, Canadà, Egipte, Goa, Moçambic, Nigèria, Espanya, Sudan, i els Estats Units. Va viatjar a tot el món i es va fer membre del Movimento Português Contra o Apartheid, el Movimento Português para a Paz i l'Associação Portuguesa de Escritores (APE).
Amarílis va començar la seva carrera amb la seva col·laboració a la revista capverdiana Certeza el 1944 i moltes de les seves històries curtes van ser agregades a diverses antologies de literatura de Cap Verd. Després de col·laborar a Certeza a aportar contes curts addicionals a altres revistes com COLÓQUIO/Letras, África, Loreto 13. Molts dels seus contes són traduïts al neerlandès, hongarès, italià i rus.

## Obres

### Antologies de narracions
- Escrita e Combate (1976)
- Contos – O Campo da Palava (1985)
- Fantástico no Feminino (1985)
- Afecto às Letras – Obra Coletiva de Homenangem da Literatura Contemporânea a Jacinto do Prado Coelho (1988)
- Frauen in der Dritten Welt (1986)
- Across the Atlantic: An Anthology of Cape Verdean Literature (1986)[5]
- A New Reader’s Guide to African Literature (1983)[3]
- 'Nina' in Exchanges, Winter 2016, accessible at: https://exchanges.uiowa.edu/issues/hysterium/nina/ Arxivat 2019-07-06 a Wayback Machine.

### Contes
- Cais-do-Sodré té Salamansa (1974)
- Ilhéu dos Pássaros (1983)
- A Casa dos Mastros (1989)

### Llibres per infants
- Folha a folha (1987) - amb Maria Alberta Menéres
- Facécias e Peripécias[2]
- A Tartaruguinha (1997)